# Ann-Iren Mørkved
Ann-Iren Mørkved (* 7. August 1981 in Bodø; ⚭ Ann-Iren Mørkved Skevik) ist eine ehemalige norwegische Fußballspielerin.

## Karriere

### Vereine
Mørkved kam im Alter von 19 Jahren in der Spielzeit 2000 für den Grand Bodø IK das erste Mal im Seniorinnenbereich zu Punktspielen. In der Toppserien, der höchsten Spielklasse im norwegischen Frauenfußball, wurde sie 17 Mal eingesetzt, wobei ihr ein Tor gelang. Ihr Debüt erfolgte am 30. April bei der 0:4-Niederlage im Auswärtsspiel gegen Arna-Bjørnar. Ihr erstes Ligator erzielte sie am 16. Mai beim 3:0-Sieg im Heimspiel gegen den FK Larvik mit dem Treffer zum 2:0 in der 60. Minute. In der Folgespielzeit war sie für den Ligakonkurrenten FK Athene Moss in 17 Punktspielen aktiv. Von 2002 bis 2007 bestritt sie 95 Punktspiele für den Trondheims-Ørn SK, in denen ihr fünf Tore gelangen.
In den Spielzeiten 2008 und 2013 war sie zwei weitere Male für den Grand Bodø IK tätig; dazwischen gehörte sie dem in Trondheim ansässigen Kattem IL von 2009 bis 2012 an. Ihre Spielerkarriere ließ sie mit der Spielzeit 2014 beim Trondheims-Ørn SK ausklingen, in der sie in sieben Punktspielen noch einmal wirkte – zuletzt am 9. Juni beim 2:1-Sieg im Auswärtsspiel gegen den Røa IL 60 Minuten lang, bevor sie für Lisa-Marie Karlseng Utland ausgewechselt wurde.

### Nationalmannschaft
Ihr Debüt als Nationalspielerin für den NFF gab sie am 28. Juni 1998 in der U17-Nationalmannschaft, mit der sie in Dronningborg das Spiel gegen die U17-Nationalmannschaft Italiens mit 2:0 gewann; sie wurde in der 75. Minute für Randi Skår eingewechselt. Drei Tage später kam sie an selber Spielstätte beim 3:0-Sieg über die U17-Nationalmannschaft der Niederlande, wie auch am 3. Juli 1998 in Randers bei der 0:2-Niederlage gegen die U17-Nationalmannschaft Deutschlands zu zwei weiteren Länderspielen.
Für die U21-Nationalmannschaft kam sie am 9. September 2000 in Sarpsborg beim 3:1-Sieg im Freundschaftsspiel gegen die U21-Nationalmannschaft Schwedens das erste Mal zum Einsatz. Gegen diese Mannschaft wurde sie auch am 12. Mai 2001 in Åsebo beim 2:0-Sieg eingesetzt. Im Spieljahr 2002 bestritt sie vom 22. bis zum 28. Juli vier weitere Länderspiele (4:0 vs. Island, 3:1 vs. Schweden, 1:3 vs. Deutschland, 5:1 vs. Dänemark), bevor sie am 15. Mai 2003 mit 1:4 gegen die U21-Nationalmannschaft Schwedens in Ørnäsvallen verlor. Vom 20. bis zum 26. Juli 2005 bestritt sie alle zwei Tage vier weitere Länderspiele (3:1 vs. Schweden, 1:0 vs. England und Finnland, 1:4 vs. USA). 
In der A-Nationalmannschaft wurde sie in neun Länderspielen berücksichtigt. Ihr Debüt erfolgte am 7. März 2004 in Brüssel beim 6:1-Sieg über die Nationalmannschaft Belgiens im fünften Spiel der EM-Qualifikationsgruppe 2. Anschließend kam sie in drei Spielen bei der Teilnahme ihrer Mannschaft am Turnier um den Algarve-Cup 2004 zum Einsatz; sie bestritt die letzten beiden Spiele der Gruppe A und das Finale am 20. März im Estádio Algarve, in dem sie mit ihrer Mannschaft der US-amerikanischen Nationalmannschaft mit 1:4 unterlegen war. Am 27. Mai 2004 wurde sie im siebten Spiel der EM-Qualifikationsgruppe 2, bei der 1:2-Niederlage gegen die Nationalmannschaft Dänemarks in Odense, wie auch am 10. November 2004 im Ausscheidungshinspiel beim 7:2-Sieg über die Nationalmannschaft Islands in Reykjavík berücksichtigt. Zwei in Freundschaft ausgetragene Länderspiele gegen die Nationalmannschaften Schwedens und Italiens wurden am 24. Juli in Uddevalla und am 4. September in Bergen mit 4:0 und 3:1 erfolgreich beendet. Ihr letztes Länderspiel fand am 22. Februar 2005 in La Manga del Mar Menor statt und endete gegen die Nationalmannschaft Frankreichs mit der 0:1-Niederlage.

## Erfolge
Nationalmannschaft
- Algarve-Cup-Finalist 2004

Trondheims-Ørn SK
- Norwegischer Meister 2003
- Norwegischer Pokal-Sieger 2002